# Paulin Voavy
Paulin Voavy (ur. 10 listopada 1987 w Maintirano) – malgaski piłkarz, reprezentant kraju. Gra w niej na pozycji napastnika od 2005 roku. Od 2023 roku zawodnik Saint-Pauloise FC. Wcześniej w swojej karierze grał w: Ajesaia, Saint-Pauloise FC, rezerwach FC Nantes, US Boulogne, Evian Thonon Gaillard FC, AS Cannes, CS Constantine, Misr Lel-Makkasa i Ghazl El-Mehalla.